# معمای جهان

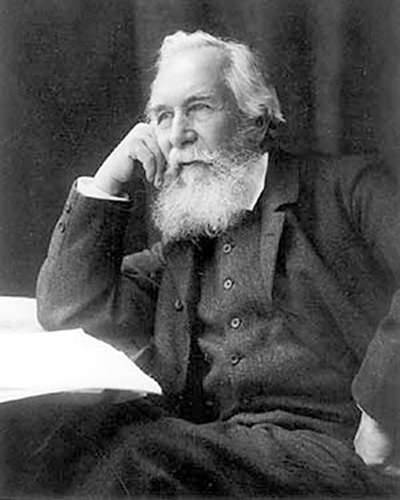
ارنست هکل در سال ۱۸۹۵ درباره معمای جهان نوشت.

اصطلاح «معمای جهان» (به انگلیسی: world riddle) بیش از ۱۰۰ سال است که با نام فریدریش نیچه (که در چندین اثر خود از «معمای جهان» نام برده است) و ارنست هکل، زیست‌شناس و فیلسوف که استاد جانورشناسی در دانشگاه ینا و نویسنده کتاب معماهای جهان (۱۸۹۵ – ۱۸۹۹) است، مرتبط بوده است. نسخه انگلیسی اثر هکل با عنوان «معمای کیهان» در سال ۱۹۰۱ منتشر شد.
اصطلاح «معمای جهان» به ماهیت جهان و معنای زندگی مربوط می‌شود.
پرسش و پاسخ معمای جهان همچنین به‌عنوان الهام یا معنای تمثیلی در برخی از آثار موسیقی، مانند توالی هارمونیک در پایان «چنین گفت زرتشت» (۱۸۹۶) اثر آهنگساز اشتراوس مورد بررسی قرار گرفته است.

## دیدگاه نیچه

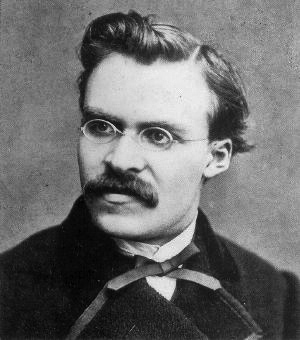
فریدریش نیچه

فریدریش نیچه در چندین اثر خود به «معمای جهان» اشاره کرده است.

## دیدگاه امیل دو بوا-ریموند
امیل دو بوا ریمون در سال ۱۸۸۰ اصطلاح «معمای جهان» را برای هفت پرسش بزرگ علمی، مانند ماهیت نهایی ماده و منشأ احساسات به‌کار برد. او در سخنرانی خود در فرهنگستان علوم پروس اعلام کرد که نه علم و نه فلسفه هرگز نمی‌توانند این معماها را توضیح دهند.

## دیدگاه هکل
ارنست هکل معمای جهان را پرسشی دوگانه به‌شکل «ماهیت جهان فیزیکی چیست؟» و «ماهیت تفکر انسان چیست؟» در نظر می‌گرفت. او در یک سخنرانی در سال ۱۸۹۲ توضیح داد از آن‌جایی که انسان‌ها و جهان در یک سیستم واحد قرار دارند، یک پاسخ واحد وجود خواهد داشت:
فیزیولوژیست برلینی [دو بوا-ریموند] این دانش را از ذهن خود بیرون کرد و با کوته‌بینی این پرسش ویژه عصب‌شناسانه را در کنار یک «معمای بزرگ جهانی»، پرسش اساسی جوهر، پرسش کلی ارتباط بین ماده و انرژی قرار داد. همانطور که مدت‌ها پیش اشاره کردم، این دو پرسش بزرگ، دو «معمای جهان» جداگانه نیستند. مسئله عصب‌شناسی آگاهی تنها یک مورد خاص از مسئله فراگیر کیهان‌شناسی، پرسش جوهر است. «اگر ماهیت ماده و انرژی را فهم کنیم، باید درک کنیم که چگونه ماده زیربنایی آن‌ها می‌تواند تحت شرایط خاصی احساس، میل و تفکر کند.» آگاهی، مانند احساس و اراده، در میان حیوانات یک کار مکانیکی سلول‌های گانگلیون است و به همین ترتیب باید به رویدادهای شیمیایی و فیزیکی در پلاسمای این‌ها منتقل شود.— ارنست هکل، «مونیسم به‌مثابه پیوند‌دهنده دین و علم»

هکل نوشته بود که رفتار و احساسات انسان را می‌توان در چارچوب قوانین جهان فیزیکی به‌عنوان «کار مکانیکی سلول‌های گانگلیون» در نظر گرفت.

## دیدگاه ویلیام جیمز
ویلیام جیمز فیلسوف و روان‌شناس، این طرز فکر را که یک پاسخ واحد برای همه چیز یا همه کس صدق می‌کند، زیر سؤال برده است. او در کتاب خود پراگماتیسم (۱۹۰۷) معمای جهان را به شرح زیر به سخره گرفت:
تمام پاسخ‌های تک‌کلمه‌ای بزرگ به معمای جهان، مانند خدا، واحد، عقل، قانون، روح، ماده، طبیعت، قطبیت، فرآیند دیالکتیک، ایده، خود، روح کل، تحسینی را که انسان‌ها از این نقش غیبی به آن‌ها نشان داده‌اند، به خود جلب می‌کنند. چه تازه‌کارهای فلسفه و چه متخصصان، جهان را به‌عنوان نوعی عجیب و غریب از ابوالهول متحجر نشان می‌دهند که جذابیت آن برای انسان در چالشی یکنواخت با قدرت‌های الهی اوست. حقیقت: چه بت کاملی از ذهن خردگرا!— ویلیام جیمز، «پراگماتیسم»، ۱۹۰۷